# Strophanthus boivinii
Strophanthus boivinii es una especie perteneciente a la familia Apocynaceae.

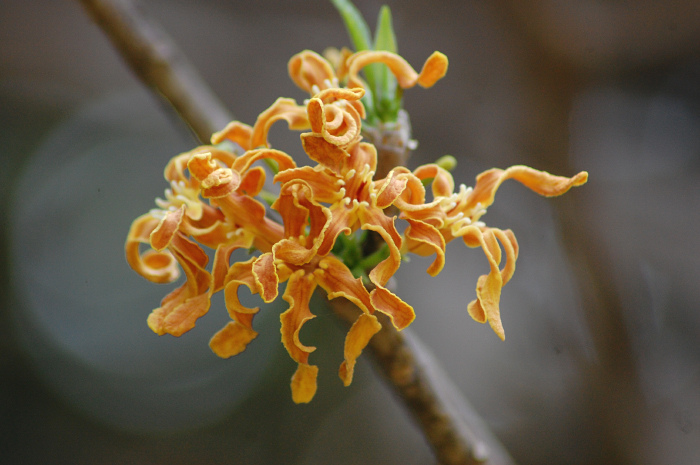
Detalle

## Descripción
Es un arbusto caducifolio o pequeño árbol que alcanza un tamaño de 30 m de altura y un diámetro de 40 cm. Sus flores tienen un color marrón rojizo y amarillo-naranja el tubo de la corola. Sus hábitats son los bosques caducifolios y matorrales, desde el nivel del mar hasta 800 metros de altitud.

## Propiedades
S. boivinii se utiliza en tratamientos medicinales locales para la gonorrea, cólicos, heridas y pica. La planta es originaria de Madagascar y también se encuentra en la isla de Reunión y Mauricio.

## Taxonomía
Strophanthus boivinii fue descrito por Henri Ernest Baillon  y publicado en Bulletin Mensuel de la Société Linnéenne de Paris 1: 757. 1888.
Etimología
Strophanthus: nombre genérico que deriva de "strophos" y "anthos" (flor torcida) por los segmentos torcidos de su corola que en alguna especies alcanzan hasta 35 cm de longitud.
boivinii: epíteto otorgado en honor del botánico francés Louis Hyacinthe Boivin.
Sinonimia
- Roupellina boivinii (Baill.) Pichon
- Roupellina boivinii var. angustifolia (H.Perrier ex Pichon) Pichon
- Roupellina boivinii var. boivinii
- Roupellina boivinii var. grandiflora (Pichon) Pichon
- Roupellina boivinii var. typica Pichon
- Strophanthus aurantiacus hort. ex Duncan
- Strophanthus boivinii var. angustifolius H.Perrier ex Pichon
- Strophanthus boivinii var. grandiflorus Pichon
- Strophanthus grevei Baill.[3][4]